# تاج الدين السنجاري
تاج الدين عبد الله بن علي السنجاري عرف بـقاضي صور في حياته (1322 - 29 يناير 1397) فقيه حنفي ولغوي وأديب عراقي في القرن الثامن الهجري/ الرابع عشر الميلادي.

## سيرته
ولد أبو محمد عبد الله بن علي بن عمر السنجاري بسنجار سنة 722 هـ / 1322 م وتفقه بها وبالموصل وماردين وإربل. حدَّث عن الصفي الدين الحلي بشيء من شعره وكان إماماً عالماً بارعاً بالعربية واللغة. أفتی ودرس سنين. ناب في الحكم بالقاهرة ودمشق وولي وكالة بيت المال بدمشق. وصف «كان من محاسن الدنيا وكان يحفظ كثيراً من الحكايات والنوادر ونظم سلوان المطاع لابن ظفر وكتباً أخرى في الفقه». من شعره:
توفي تاج الدين بدمشق في 29 ربيع الآخر سنة 799/ 29 يناير 1397.